# 郎简
郎簡（968年—1056年），字叔廉，一字居敬、又字簡之，自號武林居士。杭州臨安人。
幼時家貧，好學不輟，常向鄰居借書，熟讀成誦。師從四明朱頔及沈天锡。景德二年（1005年）進士，補試秘書省校書郎。後擔任寧國縣令，大中祥符中期，任福清縣令，任內徵調民工修築石塘陂，灌溉田百餘頃。當地人立生祠以紀。官至刑部侍郎。晚年寓居武林嘉樹里。长子郎潔；次子郎淑；三子郎渭。

## 延伸阅读
[在维基数据编辑]
 《宋史·卷299》，出自脱脱《宋史》